# Františkánske námestie (Bratislava)

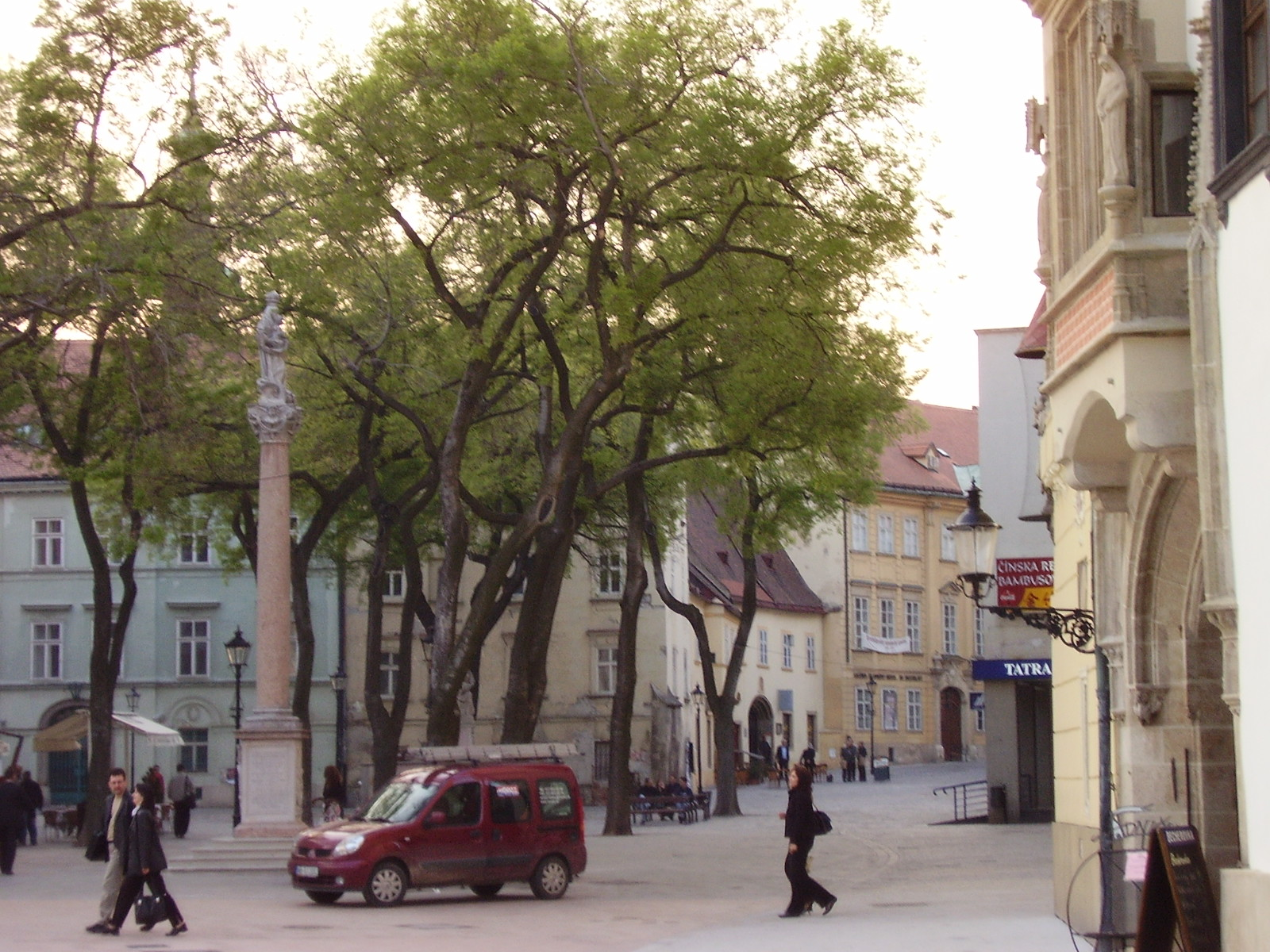
Blick auf den Platz

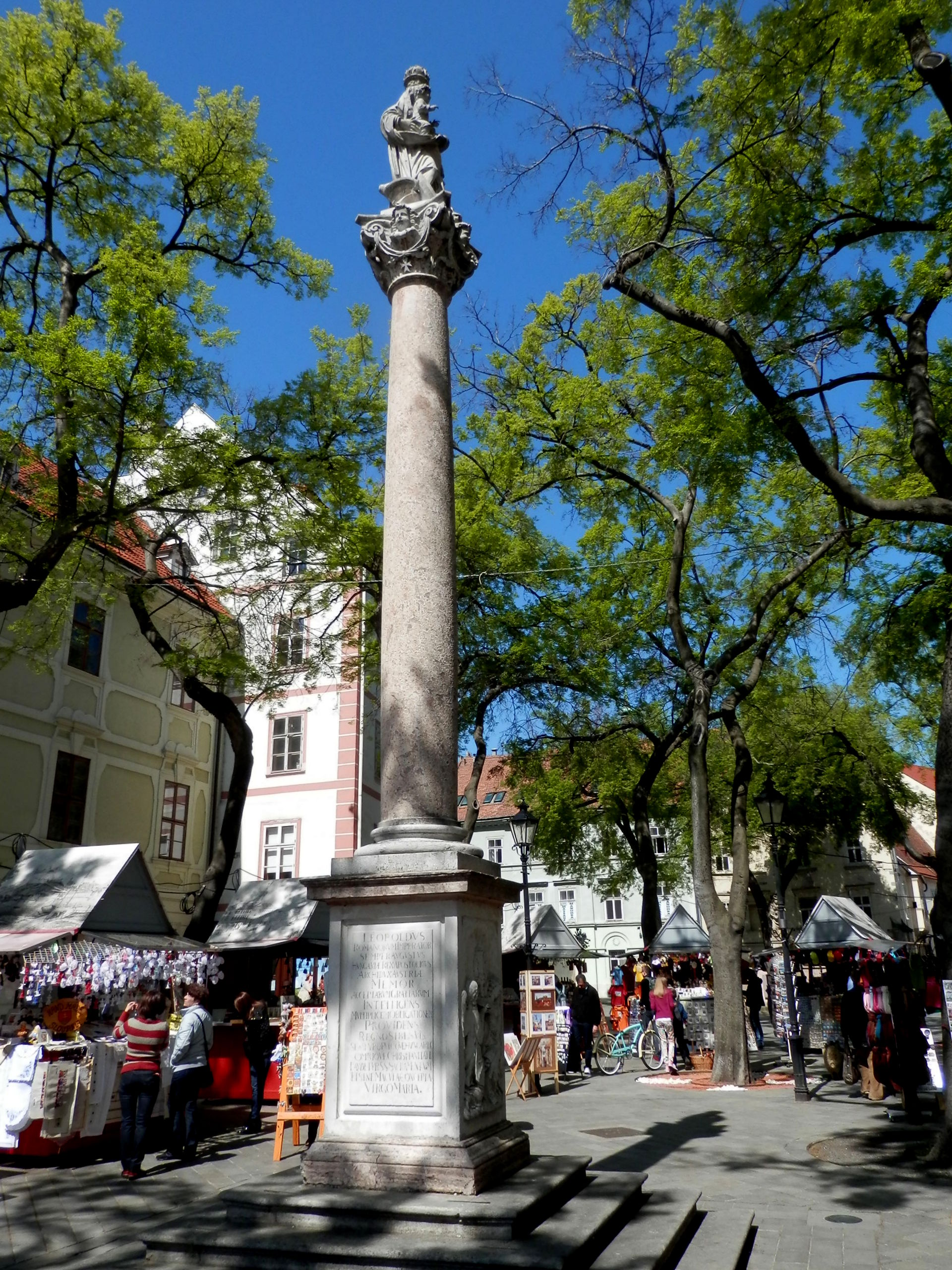
Mariensäule am Platz

Františkánske námestie (deutsch Franziskanerplatz) ist ein Platz in der slowakischen Hauptstadt Bratislava, innerhalb des historischen Stadtkerns. Er ist in Nord-Süd-Richtung langgezogen und mündet am oberen Ende in die Straße Františkánska, am Westende in die Straße Biela und am Südende in den Hauptplatz.
Benannt ist der Platz nach dem Franziskanerkloster an der Ostseite. Ein südlich davon anschließender moderner Neubau, ein Bürgerhaus und die Jesuitenkirche sowie die an der Nordostecke des Platzes gelegene Franziskanerkirche stehen an der Ostseite des Platzes. An der Nordwestecke findet man das Palais Mirbach, das die Städtische Galerie Bratislava beherbergt, weiter bilden Bürgerhäuser die Westseite. Vor dem Eingang in die Jesuitenkirche befindet sich eine Mariensäule aus dem Jahr 1675, unweit davon eine Plastik einer Frau mit einem Gefäß aus dem Jahr 1804. Dort stand vorher ein Renaissance-Brunnen aus dem Jahr 1592 und noch früher ein Narrenhäuschen, das zum ersten Mal 1567 als Newes Narrn kheterlein am Brotmarkht erwähnt wurde.

## Geschichte
Der Platz war ursprünglich eine Einheit mit dem heutigen Hauptplatz, der damals als Ring bezeichnet wurde. Am heutigen Platz war vor allem Brot- und Fischmarkt (forum piscium) ansässig. Erst nachdem die Märkte im 18. Jahrhundert zum heutigen Platz des Slowakischen Nationalaufstandes umgezogen waren, erhielt der Platz den heutigen Namen und hieß kurzzeitig auch Jesuitenplatz.
In der Zeit des Sozialismus in der Tschechoslowakei hieß der Platz Dibrovovo námestie (deutsch Dibrow-Platz), nach dem sowjetischen Partisanenführer Ilja Danilowitsch Dibrow, der zeitweilig in der Westslowakei tätig war.